# Programma voor vectorafbeeldingen

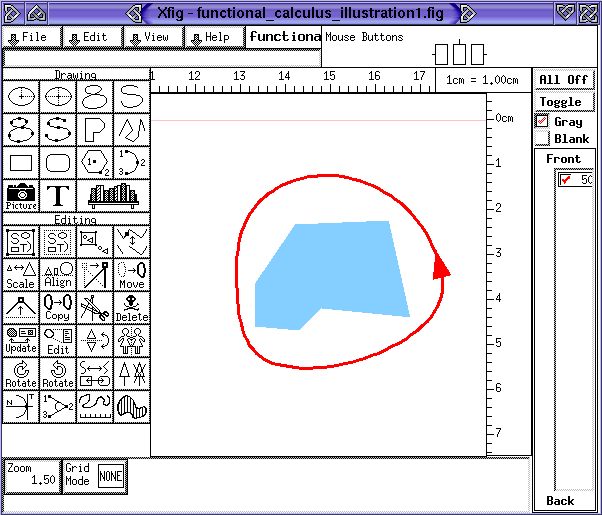
Een screenshot van vectorprogramma xfig

Een programma voor vectorafbeeldingen is een computerprogramma waarmee gebruikers vectorafbeeldingen interactief kunnen aanmaken en bewerken op een computer en deze kunnen opslaan in een van de vele populaire vectorbestandsformaten, zoals EPS, pdf, WMF, SVG, or VML.

## Vector versus raster
Programma's voor vectorafbeeldingen worden vaak tegenover programma's voor rasterafbeeldingen gezet, en hun mogelijkheden vullen elkaar aan. Programma's voor vectorafbeeldingen zijn beter voor grafische vormgeving, pagina-indeling, typografie, logo's, scherpe artistieke illustraties (bijvoorbeeld cartoons, clip art, complexe geometrische patronen), technische illustraties, diagrammen en stroomdiagrammen. Programma's voor rasterafbeeldingen zijn meer geschikt voor het retoucheren, fotobewerking, foto-realistische illustraties, collage en met de hand getekend illustraties met behulp van een grafisch tablet. Veel hedendaagse illustratoren gebruiken Corel Photo-Paint en Photoshop om allerlei illustraties te maken. De recente versies van de bitmapprogramma's, zoals GIMP en Photoshop ondersteunen vectorachtige tools (bijvoorbeeld bewerkbare paden), en de vectorprogramma's zoals CorelDRAW, Adobe Illustrator, Xara Xtreme, Macromedia FreeHand, Adobe Fireworks, Inkscape of SK1 adopteren geleidelijk tools en benaderingen die ooit beperkt waren tot bitmapprogramma's (bijvoorbeeld vervagen).

## Gespecialiseerde functies
Sommige vectorprogramma's ondersteunen animatie, terwijl andere (bijvoorbeeld Adobe Flash) specifiek gericht zijn op het produceren van animaties. Over het algemeen zijn vectorprogramma's meer geschikt voor animatie, maar er zijn ook rastergebaseerde animatietools.
Vectorprogramma's zijn nauw verwant aan desktoppublishing-software zoals Adobe InDesign of Scribus, die doorgaans ook enkele vectortekentools bevatten (maar meestal minder krachtig zijn dan die in stand-alone vectorprogramma's). Moderne vectorprogramma's zijn in staat, en vaak ook bij voorkeur bestemd, voor het ontwerpen van unieke documenten (zoals folders of brochures) van maximaal een paar pagina's, het is alleen voor langere of meer gestandaardiseerde documenten dat pagina-indelingprogramma's meer geschikt zijn.
Speciale vectorprogramma's worden gebruikt voor Computer Assisted Drafting. Ze zijn niet geschikt voor artistieke of decoratieve afbeeldingen, maar zijn rijk aan tools en objectbibliotheken die gebruikt worden om precisie en normen naleving van tekeningen en blauwdrukken te verzekeren.
Tot slot kan 3D-computergraphicssoftware, zoals Maya, Blender of 3D Studio Max, ook gezien worden als een uitbreiding van de traditionele 2D-vectorprogramma's, en ze delen een aantal gemeenschappelijke concepten en instrumenten. 